# Christian Lous Lange
Christian Lous Lange (17 septembre 1869 à Stavanger, Norvège - 11 décembre 1938) est un homme politique norvégien.

## Biographie
Il fut diplômé en art de l'Université d'Oslo en 1893, puis fut nommé secrétaire général de l'Union interparlementaire, fonction qu'il tint jusqu'à sa retraite en 1933.
En 1907 il fut le représentant norvégien à la Seconde conférence de La Haye pour la paix, et à partir de 1920, il fut le représentant norvégien à la Société des Nations.
Son soutien à l'internationalisme fut démontré par le premier des trois volumes de son traité historique, Histoire de l'internationalisme. L'ouvrage, publié en 1919 contribua à la préparation idéologique de la Société des Nations.
Pacifiste reconnu, Lange partagea le prix Nobel de la paix avec Hjalmar Branting en 1921.

## Œuvres
- Histoire de la doctrine pacifique et de son influence sur le développement du droit international», dans Recueil des cours (Académie de droit international), 1926, III, Tome 13 de la Collection, pp. 171-426. Paris, Hachette, 1927.
- Histoire de l’internationalisme I: Jusqu'à la Paix de Westphalie (1648)., Histoire de l’internationalisme II: De la Paix de Westphalie jusqu’au Congrès de Vienne (1815), (en collaboration avec August Schou), Publications de l’Institut Nobel Norvégien, Tomes IV, VII, VIII. Oslo, Aschehoug, 1919, 1954, 1963. (Der Band 3  Histoire de l’internationalisme III: Du Congrès de Vienne jusqu’à la première guerre mondiale (1914) stammte vollständig von Schou)
- Organisation centrale pour une paix durable: Exposé des travaux de l’organisation. La Haye, Organisation centrale pour une paix durable, 1917.
- Parliamentary Government and the Interparliamentary Union, in World Peace Foundation Pamphlet Series, Vol. I, No. 3, Part III. Boston, World Peace Foundation, 1911.
- Russia, the Revolution and the War: An Account of a Visit to Petrograd and Helsingfors in March, 1917, Washington, D. C., Carnegie Endowment for International Peace (Division of Intercourse and Education, No. 12), 1917.
- Union interparlementaire: Résolutions des conférences et décisions principales du conseil, 2e éd. Bruxelles, Misch & Thron, 1911.